# Piero Maria Lugli
Piero Maria Lugli (Roma, 13 settembre 1923 – Roma, 30 giugno 2008) è stato un architetto italiano.

## Biografia

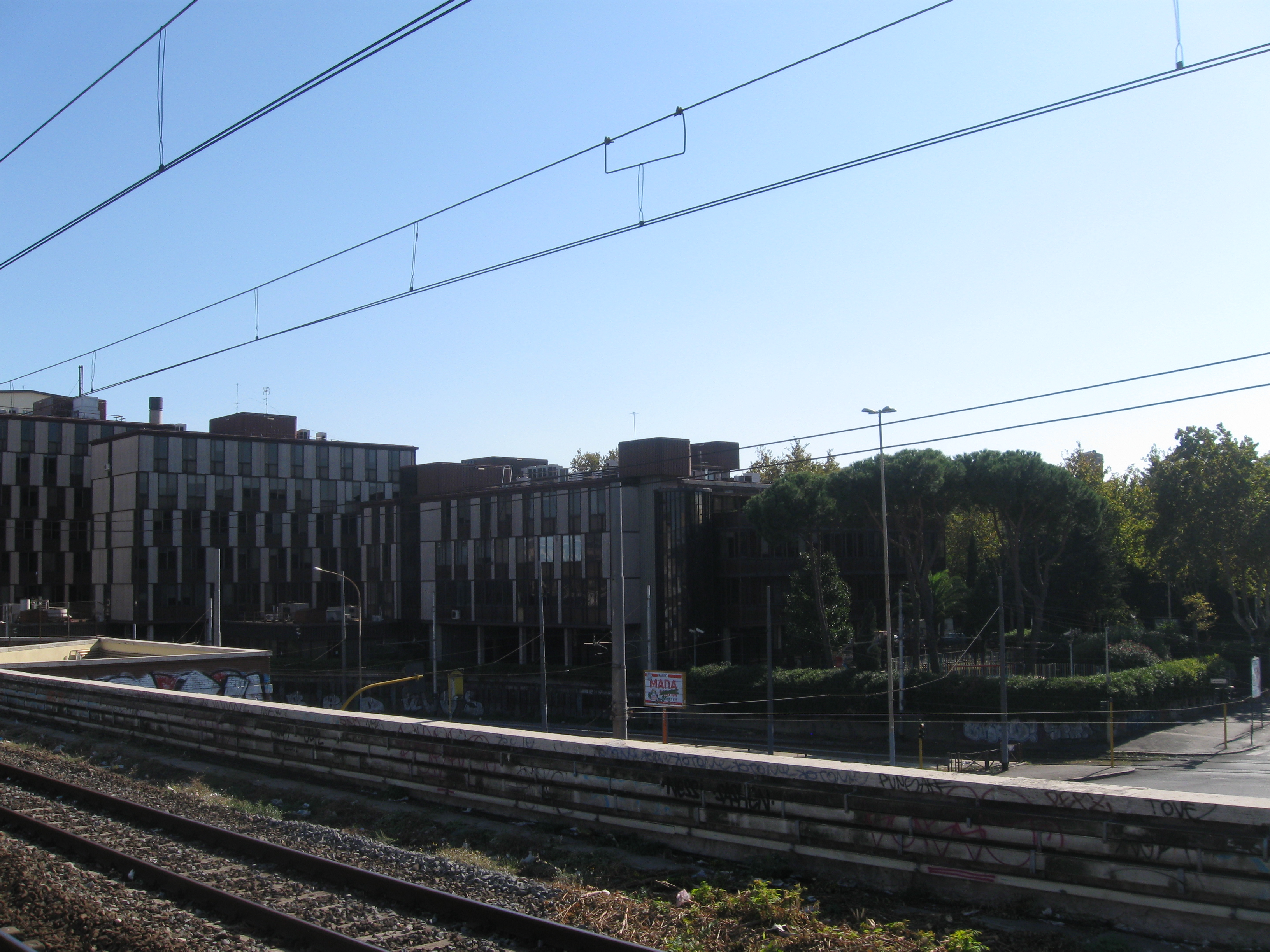
Palazzo della Direzione delle Pensioni, Roma 1967

Figlio di Giuseppe Lugli, valente archeologo e topografo, professore ordinario di Topografia romana all'Università di Roma La Sapienza dal 1933 al 1960, scomparso nel 1967. Dal padre ereditò l'attenzione all'urbanistica ed alla topografia. Peraltro pubblicò postume alcune planimetrie dell'Italia antica lasciate da lui incompiute alla morte.
Nato nel 1923, la sua carriera di studente universitario di architettura fu sconvolta dalla seconda guerra mondiale. Si arruolò volontario nel Corpo Italiano di Liberazione, e poté laurearsi a pieni voti solo nel 1947. Vinse una borsa di studio in Svezia, dove esercitò l'attività di urbanista associato agli uffici tecnici comunali di Stoccolma e Göteborg (1947-1948): egli tornato in Italia propagandò l'urbanistica svedese in un numero monografico della "Rassegna critica d'architettura" intitolato "Aspetti dell'urbanistica svedese" (1949).
Si avvicinò all'APAO, il gruppo di giovani architetti organici capitanato da Bruno Zevi, e con essi lavorò al Tiburtino III (1949) e poi a Matera, al quartiere de La Martella, nel 1951. Nel 1952 e nel 1956 intervenne a Rimini, rispettivamente per i quartieri INA CASA e GESCAL. Nel 1958 lavorò al piano intercomunale di Roma, nel 1962 collaborò alla traduzione di quello nel piano regolatore generale (celebre per le idee di Sistema Direzione Orientale ed Asse Attrezzato, in seguito cadute lettera morta). Intervenne nella Capitale con il complesso residenziale di via Giacinta Pezzana (1963) ed il palazzo della Direzione delle Pensioni a Porta Maggiore (1967). Alla metà degli anni Settanta intervenne al Corviale.
Realizzò, anche in collaborazione, progetti di piani urbanistici o regolatori o di edilizia popolare per i comuni di Forlì (1963-1966), Tivoli (1975), Belluno (1978), Siracusa e Nettuno (1979), Marino ed Albano Laziale (1980), quest'ultima città in cui aveva una villetta di famiglia. Intervenne anche nei piani paesistici delle neonate Regioni: nel 1972 nelle Marche, per le valli del Tronto e del Conero; nel 1978 in Toscana, per la Maremma grossetana ed il Monte Argentario; nel Lazio per il litorale pontino tra Fondi e Terracina.
Nel 1974 progettò  il Monumento Ossario e il Monumento Sepolcro dei Martiri della Resistenza nel Cimitero Monumentale di Forlì.
Dopo il terremoto dell'Irpinia del 1980 e quello dell'Umbria del 1997 progettò la ricostruzione dei centri di Potenza ed Assisi. Nel 1980/1982 fu consulente del commissario straordinario per la ricostruzione di Napoli.
Entrò nell'insegnamento universitario come assistente straordinario nel 1952: nel 1963 divenne assistente ordinario di Urbanistica e professore incaricato di Elementi di Architettura e rilievo; nel 1970 entrò in ruolo come ordinario alla facoltà di Architettura dell'Università di Roma La Sapienza, incarico che conservò fino al 1996.
Membro effettivo dell'Istituto Italiano di Urbanistica dal 1951, membro corrispondente dell'Accademia nazionale di San Luca dal 1972, membro straniero della Reale Accademia Svedese delle Arti dal 1985.
È morto nel 2008, ad 84 anni. La sua scomparsa ha lasciato unanime cordoglio.

## Opere

### Progetti

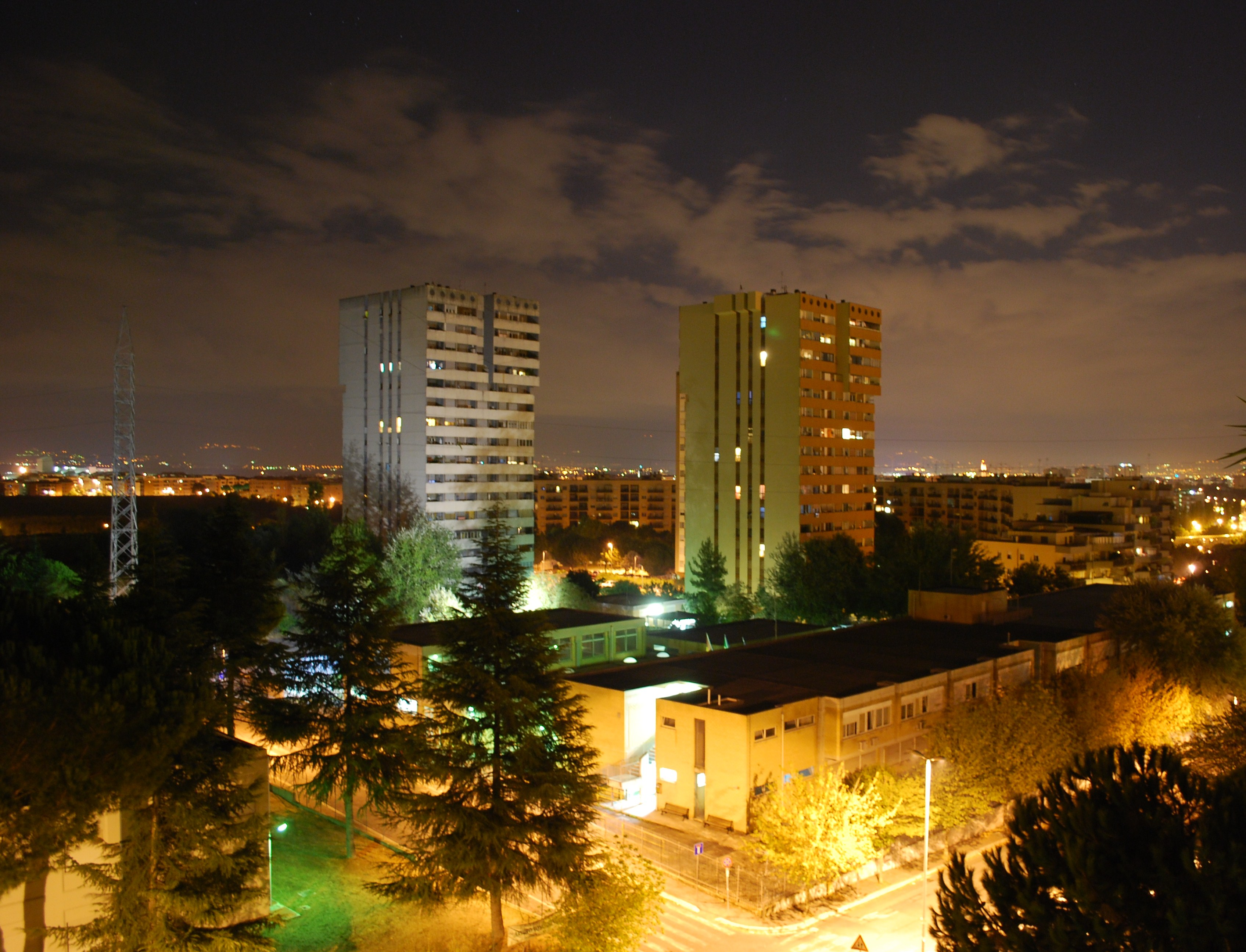
Edifici residenziali alla Serpentara, Roma 1982

#### Edifici
- Progetto per Wastra Frolunda (Stoccolma) (1947, non realizzato)[1]
- Villaggio La Martella, Matera (1951)[1]
- Casa Lugli, Albano Laziale (1960)[1]
- Villa unifamiliare a Sabaudia, località Torre Paola (1960)[1]
- Progetto di edificio per uffici dell'INA a Catania (1961)[1]
- Complesso residenziale in via Giacinta Pezzana, Roma (1963)[1]
- Parco sportivo per Chianciano Terme (1967)[1]
- Direzione centrale delle Pensioni a porta Maggiore, Roma (1967)[1]
- Interventi al Cimitero Monumentale di Forlì (1974)[1]
- Corviale, Roma[1]
- Edifici Gescal alla Serpentara, Roma (1982)[1]
- Restauro dell'edificio della Cassa di Risparmio dell'Aquila a Pescina (AQ) (1982-1985)[1]

#### Interventi urbanistici
- PEEP di Forlì (1965-1966)[1]
- PRG di Aprilia (1969)[1]
- Piano particolareggiato di Marino (1982-1985)[1]
- Piano particolareggiato di Velletri (1985)[1]
- Piano particolareggiato di Albano Laziale (1986)[1]
- PRG di Roma del 1962 (realizzato in parte)[1]
- Variante generale al PRG di Assisi (1993-1997, in collaborazione)[1]
- Piano particolareggiato di Potenza (1993-1995)[1]

### Pubblicazioni
Nel 1967 curò insieme al Comune di Albano Laziale nella persona di Alfonso Pacetti una raccolta di una decina di articoli del padre Giuseppe Lugli riguardanti la villa albana di Domiziano ed i Castra Albana.
- L'ambiente storico italiano, 1966
- Storia e cultura della città italiana, Laterza, 1967.
- Urbanistica di Roma: trenta planimetrie per trenta secoli di storia, Bardi Editore 1998.